# Uncinia egmontiana
Uncinia egmontiana är en halvgräsart som beskrevs av Bruce Gordon Hamlin. Uncinia egmontiana ingår i släktet Uncinia och familjen halvgräs. Inga underarter finns listade i Catalogue of Life.